# Maricá
Maricá brazíliai város, Rio de Janeiro államban. Négy kerülete van: Maricá (székhely), Ponta Negra, Inoã és Itaipuaçu. A városban egy reptér működik, az Aeroporto de Maricá.

## Földrajz
Maricát hatalmas tengerpart veszi körül. Főbb hegyek: Calaboca, Mato Grosso (a város legmagasabb pontja, 890 m), Lagarto, Silvado, Espraiado és Tiririca. Az ismert és szép strandok közül emelkedik ki Jaconé, Ponta Negra, Barra de Maricá, és a francia Itaipuaçu. A különleges domborzat kedvez a sportoknak, mint például a sárkányrepülés, trekking, hegyi kerékpározás. A város legtöbb lakása egész évben lakott, de a partmenti házak inkább turisztikai jellegűek.

### Vízrajz
Sok lagúnája van. Fő folyója, az Itapeba/Mombuca 20m széles.

## Közlekedés
Ez a város jól megközelíthető szárazföldi és légi úton. Megközelíthető InterCityvel, busszal, repülőgéppel.

### Reptér
Az  Aeroporto de Maricá rendelkezik működési engedéllyel, de csak kis és könnyű repülőgépekre. 1200 méter aszfaltozott kifutópályája van.

## Demográfia
| Lakosok száma | 76 737 | 127 461 | 164 504 | 167 668 | 197 277 |
|               | 2000   | 2010    | 2020    | 2021    | 2022    |

Ma az egyik leggyorsabban növekvő város. Lakossága 2004-ben 92 227 lakos, 2007-ben 105 294 fő, 2008-ban 119 231 fő.

## Fordítás
- Ez a szócikk részben vagy egészben  a   Maricá című portugál Wikipédia-szócikk fordításán alapul.  Az eredeti cikk szerkesztőit annak laptörténete sorolja fel. Ez a jelzés csupán a megfogalmazás eredetét és a szerzői jogokat jelzi, nem szolgál a cikkben szereplő információk forrásmegjelöléseként.